# Kinnaird (Atholl)

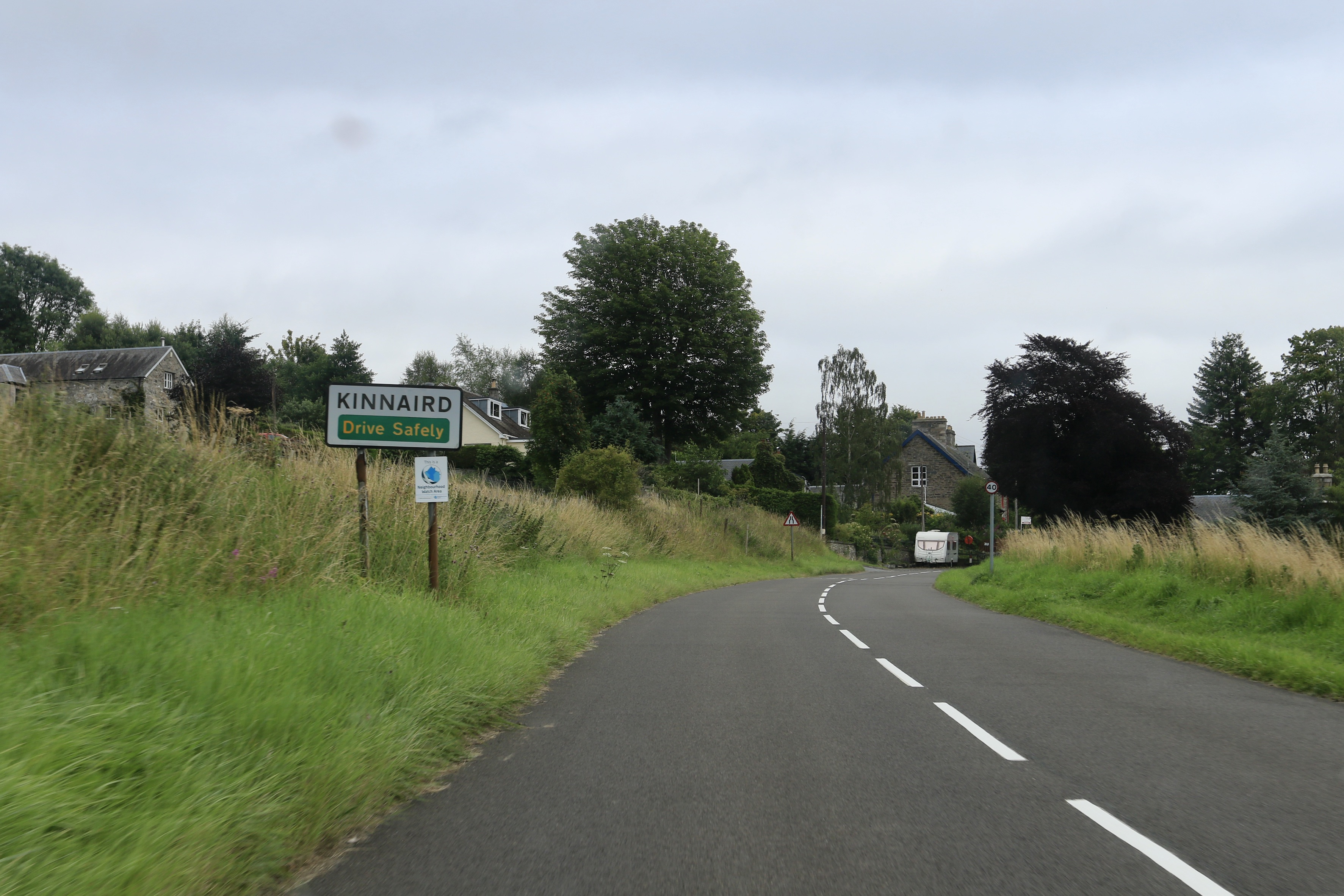
Ortseinfahrt von Kinnaird

Haus in Kinnaird

Kinnaird ist eine Ortschaft, die im Norden von Schottland zwischen Perth im Süden und Inverness im Norden in der Council Area Perth and Kinross liegt. Im Rahmen der historischen Gliederung Schottlands in Civil Parishes zählt es zu Moulin, das zu Perthshire gehörte.

## Geographie
Kinnaird liegt in Atholl. Der den Ort, in südlicher Richtung durchfließende Bach Kinnaird Burn mündet in den River Tummel. Durch Kinnaird führt die A924, die Pitlochry mit Bridge of Cally verbindet. Der erste Ort hinter Pitlochry an dieser Straße ist das, wenig westlich von Kinnaird gelegene Moulin. Als weitere Ortschaft in der Nähe und östlich von Pitlochry findet sich Milton of Edradour.

## Historisch Bedeutsames
Im Westen von Kinnaird steht das villenähnliche Anwesen Carngeal. Es wurde 2001 als Listed Building der Kategorie B ausgewiesen und somit unter Denkmalschutz gestellt.